# Дора (Нью-Мексико)
Дора (англ. Dora) — селище (англ. village) в США, в окрузі Рузвельт штату Нью-Мексико. Населення — 117 осіб (2020).

## Географія
Дора розташована за координатами 33°55′33″ пн. ш. 103°20′19″ зх. д. / 33.92583° пн. ш. 103.33861° зх. д. (33.925856, -103.338510).  За даними Бюро перепису населення США в 2010 році селище мало площу 7,22 км², з яких 7,19 км² — суходіл та 0,03 км² — водойми.

## Демографія
Згідно з переписом 2010 року, у селищі мешкали 133 особи в 50 домогосподарствах у складі 36 родин. Густота населення становила 18 осіб/км².  Було 64 помешкання (9/км²).
Расовий склад населення:
| - 86,5 % — білих - 13,5 % — осіб інших рас |

До двох чи більше рас належало 0,0 %. Частка іспаномовних становила 24,1 % від усіх жителів.
За віковим діапазоном населення розподілялося таким чином: 27,8 % — особи молодші 18 років, 58,7 % — особи у віці 18—64 років, 13,5 % — особи у віці 65 років та старші. Медіана віку мешканця становила 39,1 року. На 100 осіб жіночої статі у селищі припадало 82,2 чоловіків;  на 100 жінок у віці від 18 років та старших — 100,0 чоловіків також старших 18 років.
Середній дохід на одне домашнє господарство  становив 56 277 доларів США (медіана — 61 250), а середній дохід на одну сім'ю — 60 943 долари (медіана — 65 833). За межею бідності перебувало 29,2 % осіб, у тому числі 57,1 % дітей у віці до 18 років та 0,0 % осіб у віці 65 років та старших.
Цивільне працевлаштоване населення становило 33 особи. Основні галузі зайнятості: будівництво — 36,4 %, мистецтво, розваги та відпочинок — 21,2 %, освіта, охорона здоров'я та соціальна допомога — 21,2 %.